# バーゼル, 1969
『バーゼル, 1969』 (Basle, 1969) は、サド・ジョーンズ / メル・ルイス・ジャズ・オーケストラのアルバムである。

## 収録曲
1. セカンド・レース - "Second Race" - 10分53秒
2. ドント・エバー・リーブ・ミー - "Don't Ever Leave Me" - 4分29秒
3. ザ・ワルツ・ユー・スワング・フォー・ミー - "The Waltz You Swang For Me" - 9分23秒
4. エイ＝ザッツ・フリーダム - "A- That's Freedom" - 11分9秒
5. カム・サンデー - "Come Sunday" - 4分55秒
6. ドント・ゲット・サッシー - "Don't Get Sassy" - 11分48秒
7. バイブル・ストーリー - "Bible Story" - 6分47秒
8. グルーブ・マーチャント - "Groove Merchant" - 8分22秒

## 演奏メンバー
- サド・ジョーンズ - フリューゲルホルン
- メル・ルイス - ドラム
- ローランド・ハナ - ピアノ
- リチャード・デイヴィス（英語版） - ベース
- ジェローム・リチャードソン - アルトサックス、ソプラノサックス
- ジェリー・ダジオン（英語版） - アルトサックス
- ジョー・ヘンダーソン - テナーサックス
- エディ・ダニエルズ - テナーサックス
- ペッパー・アダムス - バリトンサックス
- スヌーキー・ヤング（英語版） - トランペット
- リチャード・ウィリアムズ（英語版） - トランペット
- ダニー・ムーア (Danny Moore) - トランペット
- アル・ポルチーノ（英語版） - トランペット
- ジミー・ネッパー（英語版） - トロンボーン
- アシュレー・ファネル (Ashley Fannell) - トロンボーン
- エディ・バート（英語版） - トロンボーン
- クリフ・ヒーサー (Cliff Heather) - トロンボーン